# Agence fédérale de la réserve d'État
L'agence fédérale de la réserve d'État, ou en abrégé Rosreserve, en russe : Федеральное агентство по государственным резервам (Росрезерв), est un organe exécutif de la fédération de Russie situé à Moscou au 6-7 ruelle Bolchoï Tcherkassky et dépendant du ministère du développement économique. L'agence, qui est dirigée depuis décembre 2009 par M. Dmitri Goguine, est chargée de gérer un système unifié des réserves de l'État russe, en formant, entreposant et entretenant les réserves visant à assurer les moyens de mobilisation de la fédération de Russie, la gestion des fonds servant aux situations d'urgence, les ressources nécessaires à l'aide humanitaire et la règlementation du marché. L'agence contrôle également la disponibilité matérielle des biens de l'État.